# Černá u Bohdanče
Černá u Bohdanče là một làng thuộc huyện Pardubice, vùng Pardubický, Cộng hòa Séc.